# Рюте
Рюте (нем. Rüte) — бывший округ в Швейцарии, в кантоне Аппенцелль-Иннерроден.
Население составляло 3749 человек (на 31 декабря 2021 года). Официальный код — 3103.

В округ входили деревни Брюлизау, Штайнегг и Эггерстанден, части Вайсбада (к востоку от Брюльбаха) и Аппенцелля (район между северным берегом Зиттера и Бляйхенвельдлибахом). Населённого пункта с названием Рюте не существует.
1 мая 2022 года округа Швенде и Рюте были объединены в новый округ Швенде-Рюте.

## Достопримечательности
Из Брюлизау по канатной дороге, функционирующей с 1964 года, можно добраться до вершины горы Хоер-Кастен, на которой выстроен вращающийся ресторан и возведена 72-метровая радиомачта.